# Clavis Patrum Graecorum
La Clavis Patrum Graecorum è una collana di monografie pubblicata in latino dalla casa editrice belga Brepols, avente sede a Turnhout.
Essa contiene l'elenco di tutti i Padri della Chiesa che scrissero in lingua greca dal I all'VIII secolo. Per ognuno di essi vengono indicate tutte le opere, di attribuzione certa o dubbia, pervenute integralmente oppure delle quali è noto soltanto il titolo, ma non il contenuto. Come è uso nella letteratura accademica, i volumi sono indicati da un numero arabo progressivo.
La collana censisce anche le opere tradotte in greco dagli autori patristici e le versioni delle loro opere greche tradotte in altre lingue (latino, armeno, georgiano, etiope, arabo, slavo, etc.), qualora l'originale greco sia andato perduto.

Tuttavia, il suo dominio non si estende a tutti i testi patristici: per gli Atti dei martiri o gli Apocrifi esistono altri corpora: la Bibliotheca Hagiographica Græca e il Clavis Apocryphorum. La Clavis consente mediante un codice identificativo numerico di collegare l'autore con l'edizione di riferimento delle singole opere, le testimonianze testuali relative alla loro trasmissione in greco o in altre lingue antiche, nonché eventuali studi critici sull'autore e traduzioni nelle lingue moderne.
La collana fu pubblicata da Maurice Geerard fra il 1978 e il 2003 sotto il titolo di Clavis patrum graecorum: qua optimae quaeque scriptorum patrum graecorum recensiones a primaevis saeculis usque ad octavum commode recluduntur, ed è formata dai seguenti volumi:
- vol. 1: Patres antenicaeni, schedulis usi quibus rem paravit F. Winkelmann, 1983 (nos 1000 to 1925).
- vol. 2: Ab Athanasio ad Chrysostomum, 1974 (nos 2000 to 5197).
- vol. 3: A Cyrillo Alexandrino ad Iohannem Damascenum, 1979 (nos 5200 to 8240).
- vol. 3 A: A Cyrillo Alexandrino ad Iohannem Damascenum: addenda volumini III, a Jacques Noret parata, 2003
- vol. 4: Concilia: catenae, 1980 (nos starting at 9000).
- vol. 5: Indices, initia, concordantiae, cura et studio M. Geerard et F. Glorie, 1987
- (vol. 6:) Supplementum cura et studio M. Geerard et J. Noret, 1998.

È un testo di riferimento per gli specialisti di omiletica e di patrologia greca.